# Đinh Phong (Tam Quốc)
Đinh Phong (tiếng Trung: 丁封; bính âm: Ding Feng; ? - ?) là tướng lĩnh Đông Ngô thời Tam Quốc trong lịch sử Trung Quốc.

## Cuộc đời
Đinh Phong quê ở huyện An Phong, quận Lư Giang, Dương Châu, là em trai của danh tướng Đinh Phụng.
Không rõ Đinh Phong tòng quân khi nào. Tháng 10 năm 263, Tôn Hưu phái Tôn Dị cùng Đinh Phong mang quân cứu viện Thục Hán, sai Đinh Phụng tấn công Tào Ngụy để kiềm chế. Đinh Phụng cùng Tôn Dị tiến quân vào Hán Thủy.
Tháng 11, Lưu Thiện đầu hàng, quân Ngô đình chỉ hành động, Đinh Phụng chỉ huy Đinh Phong, Tôn Dị chủ động rút quân.
Đinh Phong quan đến Hậu tướng quân, chết trước Phụng (271).

## Trong văn hóa
Trong tiểu thuyết Tam quốc diễn nghĩa, Đinh Phong xuất hiện ở hồi 117. Khi quân Tấn tiến công, khi Lưu Thiện cầu viện, Tôn Hưu lập tức sai lão tướng Đinh Phụng làm chủ soái, Đinh Phong, Tôn Dị làm phó tướng, dẫn năm vạn quân đến cứu Thục. Đinh Phụng lĩnh chỉ dẫn quân đi, chia cho Đinh Phong, Tôn Dị dẫn hai vạn quân tiến ra Miện Trung, mình thì dẫn ba vạn quân ra Thọ Xuân, chia làm ba đường vào cứu.